# حزقيال خوسيه أورتيغا
حزقيال خوسيه أورتيغا (بالإسبانية: Juan José Ortega)‏ هو كاتب سيناريو ومخرج مكسيكي، ولد في 27 أكتوبر 1904 في ماتيخوالا ‏ في المكسيك، وتوفي في 27 ديسمبر 1996 في مدينة مكسيكو في المكسيك.

## وصلات خارجية
- حزقيال خوسيه أورتيغا على موقع IMDb (الإنجليزية)
- حزقيال خوسيه أورتيغا على موقع أول موفي (الإنجليزية)
- حزقيال خوسيه أورتيغا على موقع قاعدة بيانات الفيلم (الإنجليزية)
- حزقيال خوسيه أورتيغا على موقع كينوبويسك (الروسية)